# Actinophrys sol

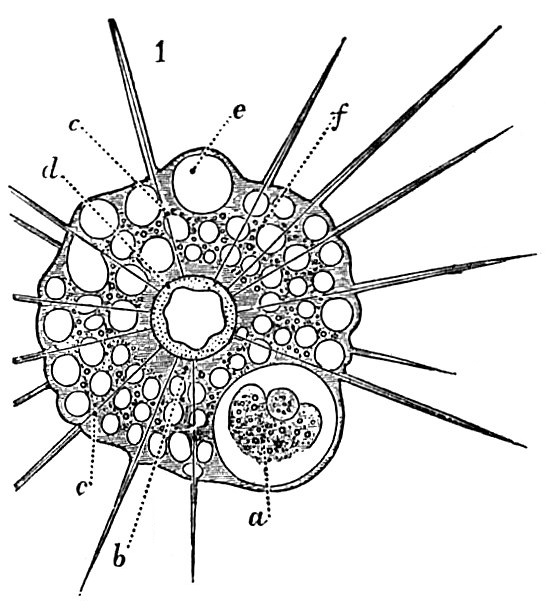
Actinophrys sol. a: in einer großen Nahrungsvakuole liegendes Nahrungspartikel; b: inneres feinkörniges Protoplasma (Endoplasma); c: axiales Filament eines Pseudopodiums (alias Axopodium oder Axonem), das sich nach innen zum Kern erstreckt; d: zentraler Kern; e: kontraktile Vakuole; f: äußeres stark vakuolisiertes Protoplasma (Ektoplasma).

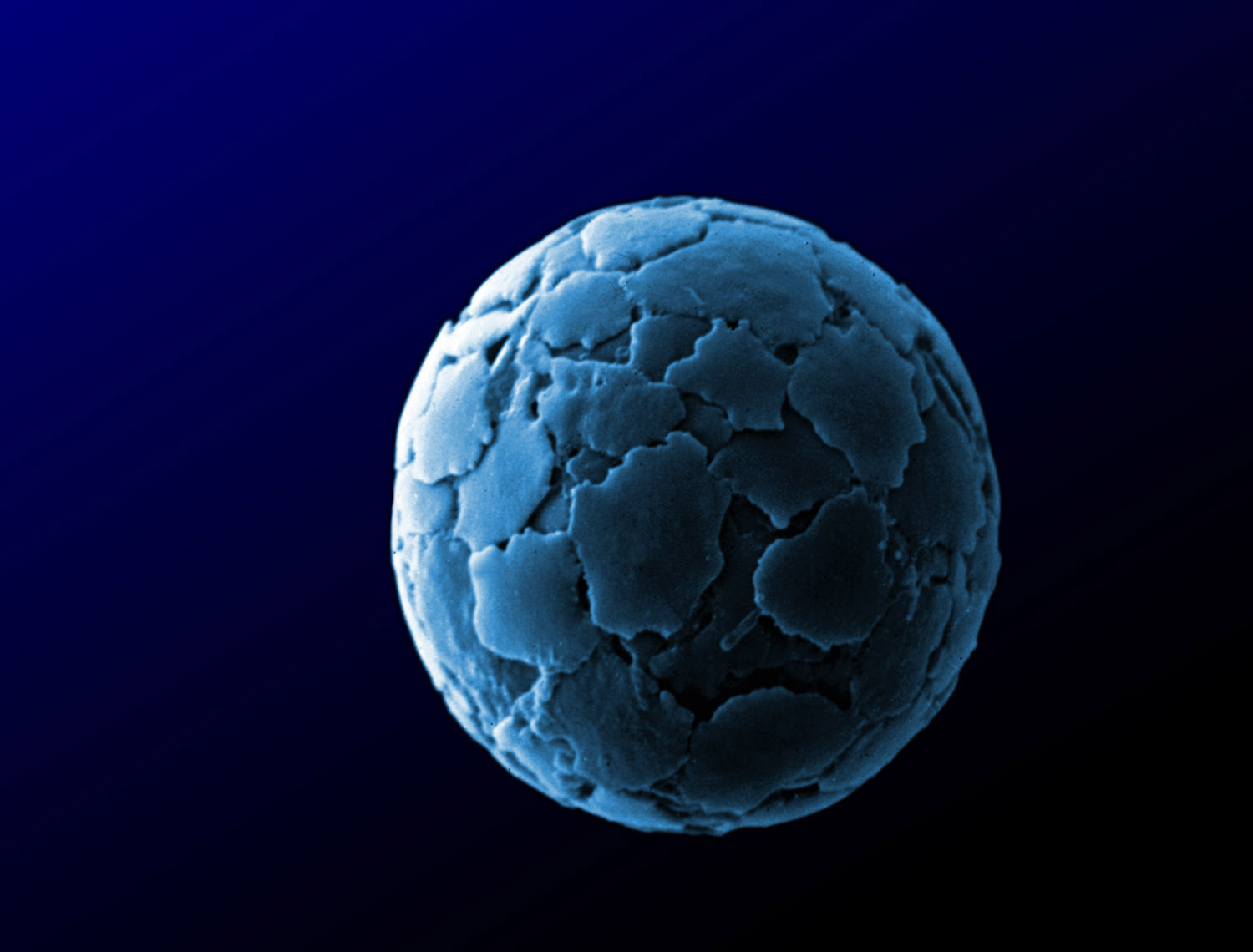
REM-Aufnahme einer Ruhezyste von A. sol mit unregelmäßigen Silikatplatten.

Actinophrys sol ist eine Spezies (Art) eukaryotischer Einzeller (Protisten), die man früher als Heliozoa (Sonnentierchen, englisch sun animalcules) klassifizierte.
Da die Heliozoa heute allgemein nicht mehr als monophyletisch gelten, existiert diese Bezeichnung nur noch als informeller Name (morphologisch orientierter Sammelbegriff, kein Taxon).
In der modernen Taxonomie gilt die Familie Actinophryidae (Gattung Actinophrys und die nah verwandte Gattung Actinosphaerium mit der Spezies Actinosphaerium eichhornii) meistens in die Klade der Actinophryida, die von einigen Taxonomen im Rang einer Ordnung gesehen wird. Diese Actinophryida werden als Mitglieder der Raphidophyceae zu den Stramenopilen (alias Chromista oder Heterokonta) gestellt. Andere Taxonomien gruppieren die Familie Actinophryidae letztlich ebenfalls zu den Chromista, wenn auch über andere Zwischenstufen oder lassen diese gleich ganz offen.
Die Actinophrys-Zellen sind annähernd kugelförmige (sphärisch-symmetrische) Einzeller mit einem großen zentralen Zellkern. Sie können nach der Nahrungsaufnahme eine äußere (periphere) Schicht von Nahrungsvakuolen aufweisen. Sie besitzen Mikrotubuli-Arrays (Axoneme), die ⁹innen am Zellkern enden.
Der Lebensbereich von Actinophrys ist das Süßwasser. Sie schwimmen frei in stehenden oder langsam fließenden Gewässern.
Actinophrys sol ist Einzeller des Jahres 2013.

## Beschreibung
Die Einzeller der Gattung Actinophrys sind räuberische Organismen.
Man findet sie vor allem im Süßwasser, wo sie im offenen Wasser zwischen Schilf und fadenförmigen Algen schwimmen.
Die Actinophrys-Zellen zeichnen sich dadurch aus, dass sie im Gegensatz zu einigen verwandten Gattungen nur einen einzigen Zellkern haben.
Wie die anderen informell als Sonnentierchen bezeichneten Einzeller sind sie (annähernd) kugelförmig und sind häufig von einer Schale aus Silikat oder organischem Material umhüllt.
Die Einzeller scheiden diese Schale in Form von Schuppen oder Platten in einer gallertartigen Hülle aus.
Die Schalen weisen in der Familie Actinophryidae eine große Vielfalt an Formen auf, die zur Artbestimmung herangezogen werden können.
Die Actinophrys-Zellen pflanzen sich ungeschlechtlich durch binäre Spaltung (Schizotomie), evtl. auch durch Knospung fort.
Die Actinophrys-Zellen besitzen spezialisierte Pseudopodien (Scheinfüßchen), die Axopodien genannt werden, da sie sich strahlenförmig nach außen erstrecken. Diese Anhängsel dienen der Fortbewegung und dem Einfangen von Nahrung (Protozoen, Mikroalgen und andere kleine Organismen). Die Axopodien bestehen aus einem zentralen Kern, der ein Bündel von Mikrotubuli enthält und von einer äußeren Schicht aus fließendem Zytoplasma umgeben ist. Die Mikrotubuli sind in spezifischen Mustern vernetzt, die von Art zu Art variieren. Das äußere Zytoplasma (Ektoplasma) kann spezielle Organellen enthalten, die zum Fangen von Beutetieren herausschnellen können.
Die gleichberechtigte Konjugation wurde von F. Schaudinn bei Actinophrys vollständig demonstriert: zwei Individuen nähern sich an, treten in engen Kontakt und sind von einer gemeinsamen Zystenwand umgeben. Der Kern eines der beiden ‚Männchen‘ teilt sich, und ein Kern geht auf beiden Seiten an die Oberfläche und wird mit einem kleinen Teil des Zytoplasmas als abortive (dem Tod geweihte) Zelle abgespalten; die beiden verbleibenden Kerne, die in der zellulären Beziehung „Cousins ersten Grades“ sind, verschmelzen nun, wie es auch bei den Zytoplasten (Zellmembran und Zytoplasma) der Fall ist. Die so entstandene gekoppelte Zelle oder Zygote teilt sich in zwei Teile, die sich wiederum verklumpen.

## Systematik
Quellen der folgenden Systematik sind:
- (A) — AlgaeBase[1]
- (I) — Integrated Taxonomic Information System (ITIS)
- (M) — Microworld[6]
- (N) — National Center for Biotechnology Information (NCBI) Taxonomy Browser[5]
- (W) — World Register of Marine Species (WoRMS)[4]
- (µ) — MicroscopyU, Nikon[9]

Nachgestellt ‚:U‘ deutet eine gemäß der jeweiligen Quelle nicht voll gültige Charakterisierung an.
Familie: Actinophryidae Dujardin 1841 (A,I,M,N)
- Gattung: Actinophrys Ehrenberg 1830 (A,I,M,N,W,µ)
  - Spezies: Actinophrys pontica Valkanov 1940 (A,M)
  - Spezies: Actinophrys salsuginosa D. J. Patterson 2001 (A,M)
  - Spezies: Actinophrys sol (O. F. Müller, 1773) Ehrenberg 1830/1840 (A:U,I,M,N,W:U) — Typusart (M)
    - A. sol green Angie Opitz 2015 (M) — in einer Probe aus einem Torfmoor in Tirol. (M)

  - Spezies: Actinophrys tauryanini (Mikrjukov, 1996) Mikrjukov & D.J.Patterson 2001 (A:U)
  - Spezies: Actinophrys vesiculata Pen. (I)

Verschiebungen (Auswahl):
Actinophrys viridis ist jetzt Acanthocystis turfacea (siehe Acanthocystis)
Ein Teil der früher Actinophrys sol zugerechneten Beobachtungen bzw. Varianten werden nach Curds (1986) als Podophrya fixa (O. F. Müller, 1786) Ehrenberg, 1833 klassifiziert.
Diese Spezies ist zu unterscheiden von Podophrya sol (Mechnikov, 1864) n. comb. [früher auch bezeichnet als Sphaerophrya sol Mechnikov, 1864].
Da die einzelnen Spezies jeweils nur von einem Teil der Quellen bestätigt werden, muss die Artenliste insgesamt als unsicher gelten.

## Etymologie
Der Artname Actinophrys setzt sich zusammen aus neulateinisch actin von altgriechisch ἀκτίς aktis, deutsch ‚Strahl‘ und ὀφρύς ophrýs, deutsch ‚Augenbraue‘, ‚Rand‘, bedeutet also frei übersetzt ‚Strahlenkranz‘.
- Das Art-Epitheton sol ist lateinisch und bedeutet ‚Sonne‘.[1]

## Bildergalerie

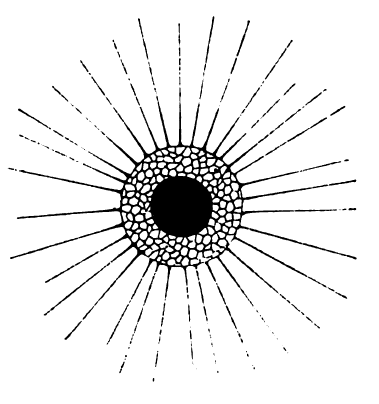
Actinophrys sol, Illustration (1852)
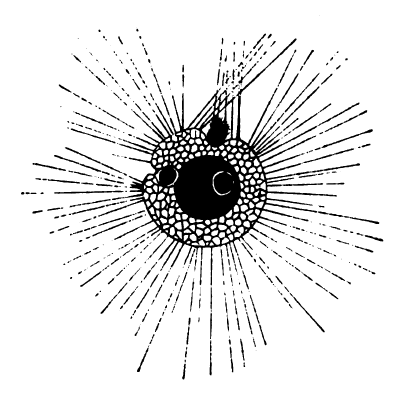
A. sol bei der Nahrungsaufnahme. Illustration (1852)
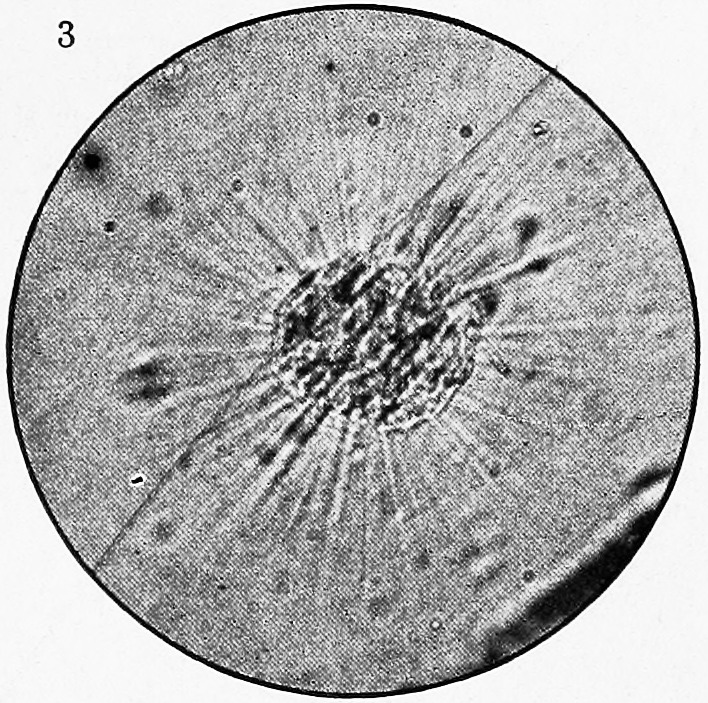
A. sol aus Brehms Tierleben (1918)
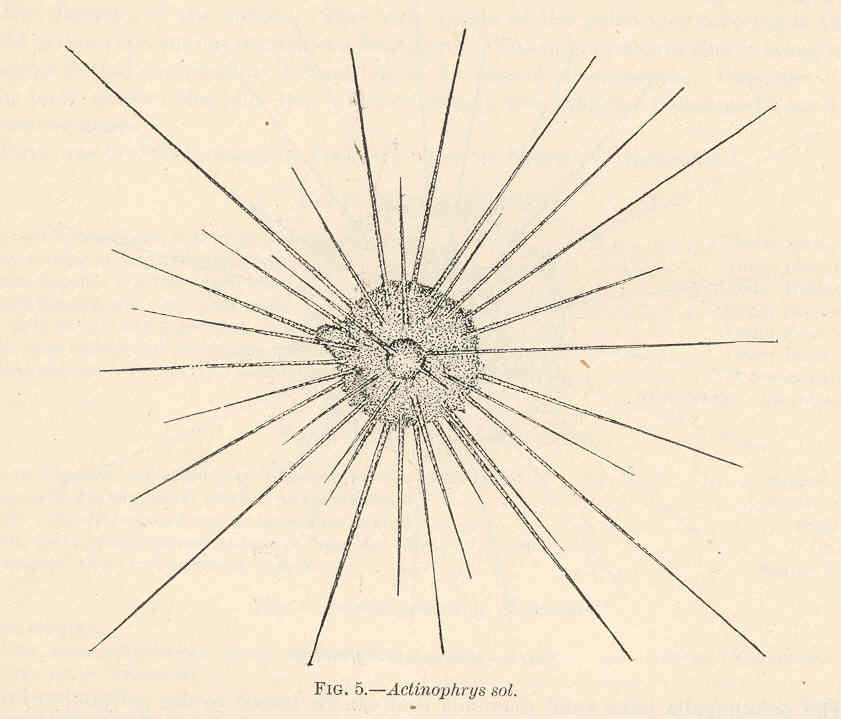
A. sol, Zeichnung nach einer Probe vom Marine Biological Laboratory, Woods Hole, MA
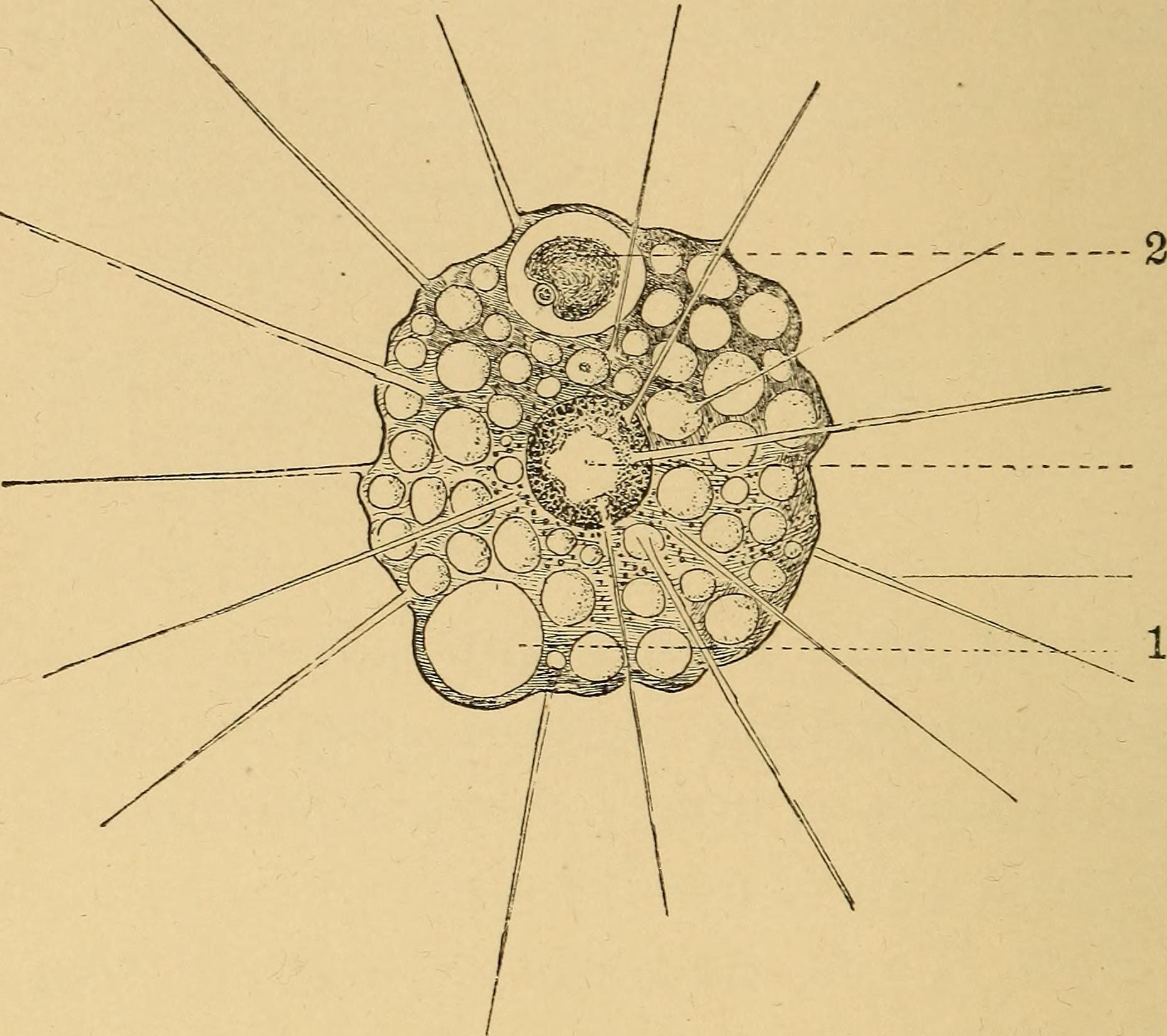
A. sol. 1: kontraktile Vakuole, 2: Nahrungsvakuole

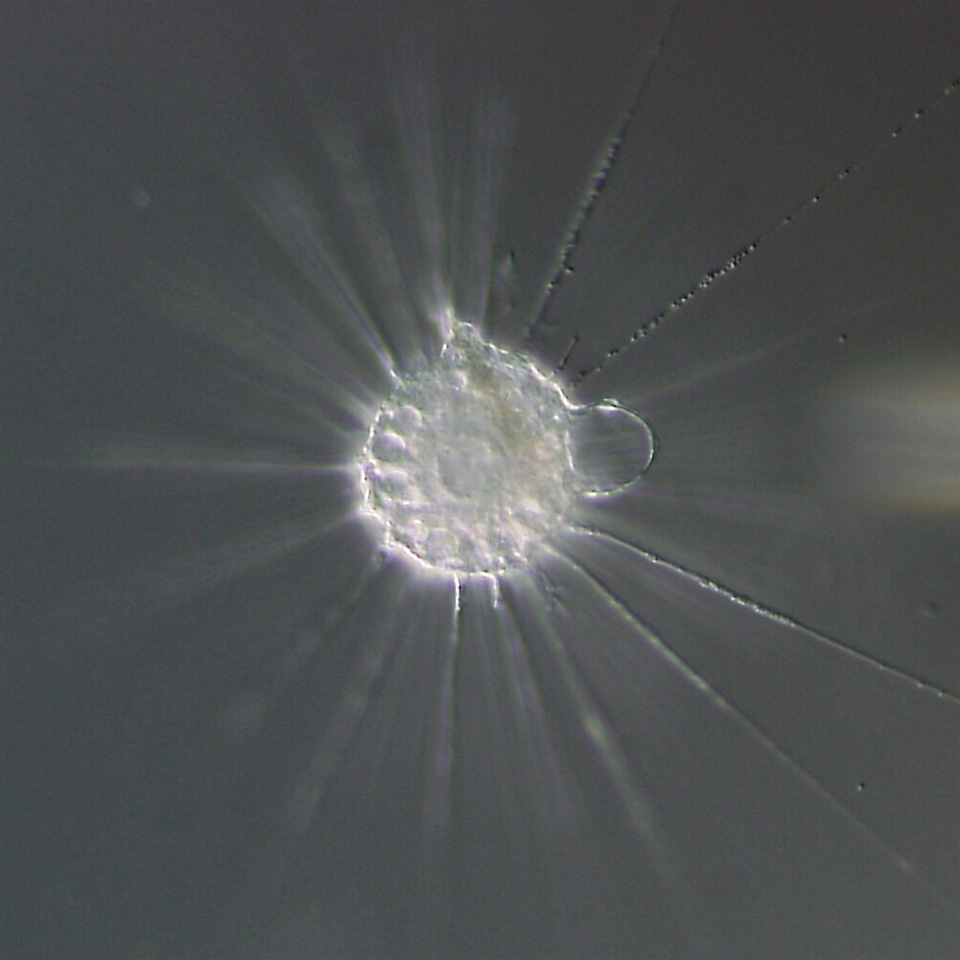
Mikrophotographie von A. sol aus einer Probe vom Ryugaoka-Park, Ryūgasaki, Präfektur Ibaraki, Japan
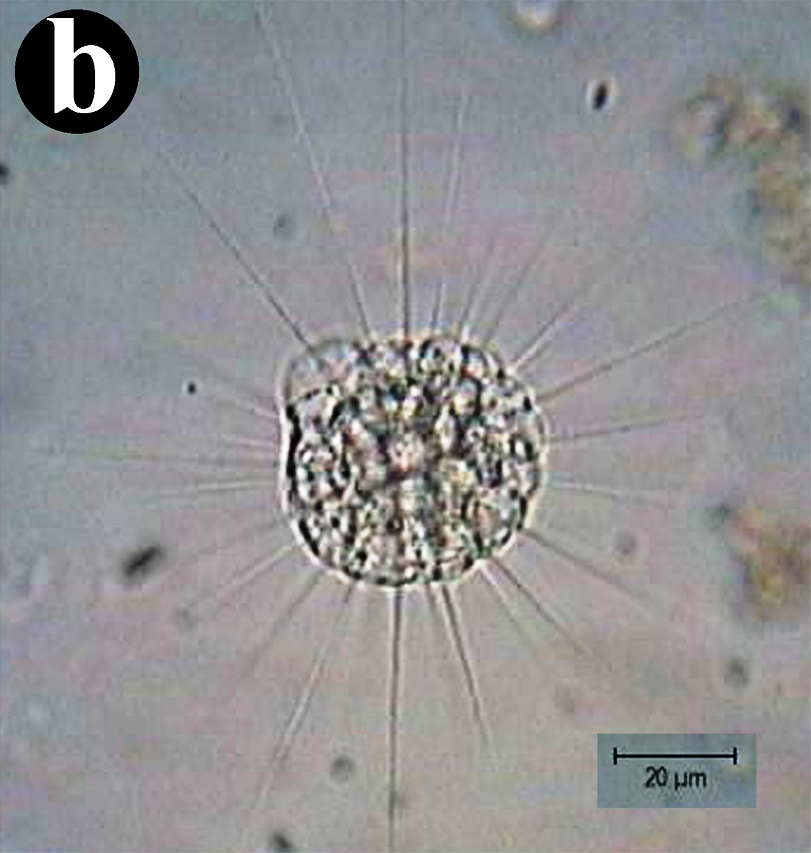
Die Mikrophotographie von A. sol zeigt die annähernd sphärische Symmetrie.
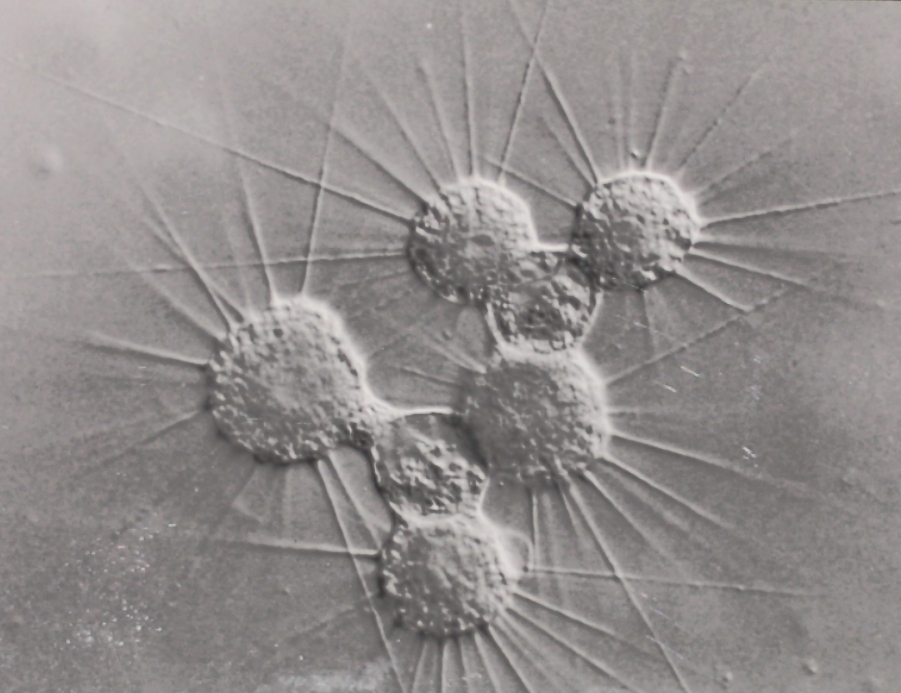
A. sol, Zellverband mit zwei gemeinsamen Nahrungsvakuolen, DIK-Aufnahme.
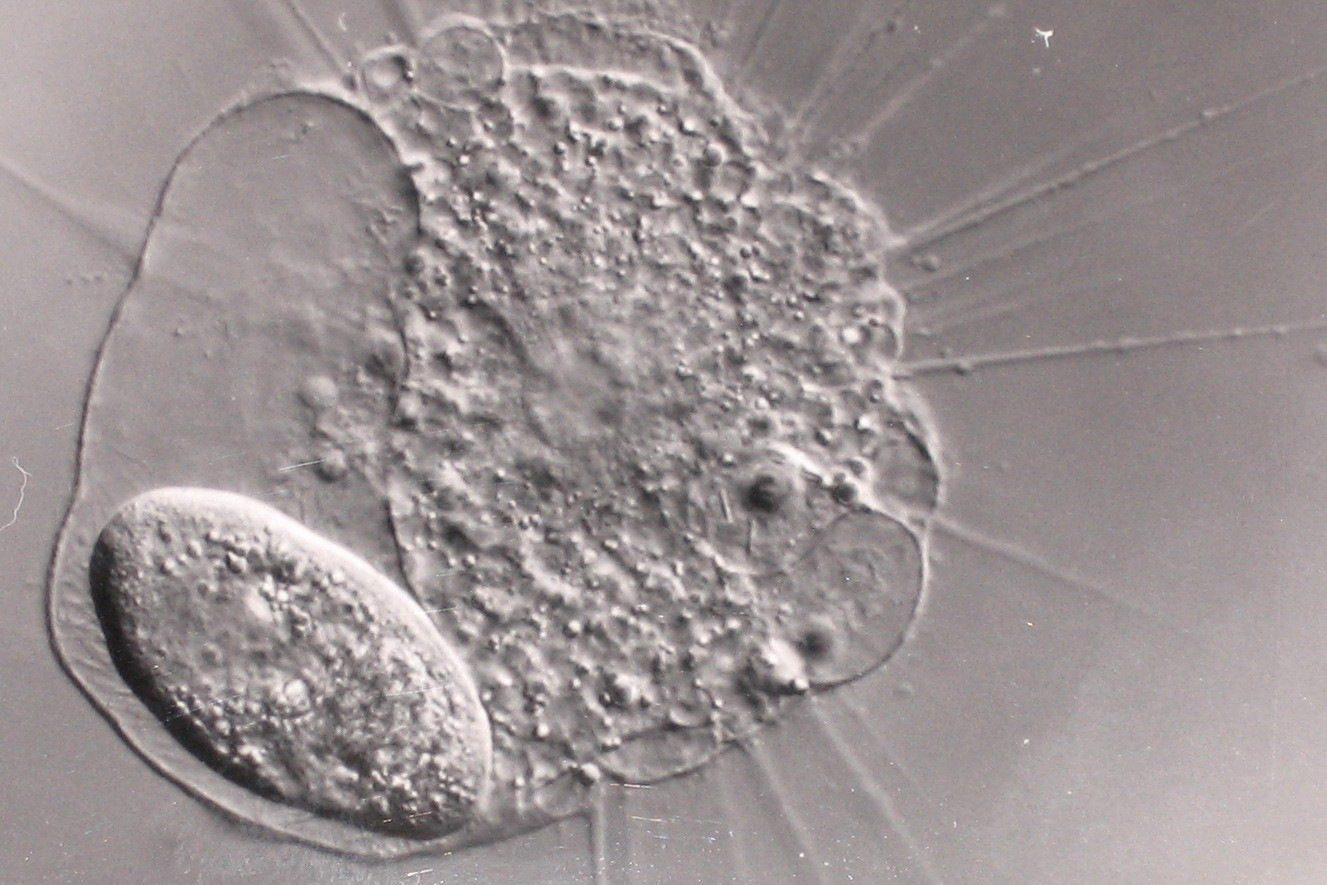
In der Nahrungsvakuole von A. sol eingeschlossenes Pantoffeltierchen (Paramecium), DIK-Aufnahme.
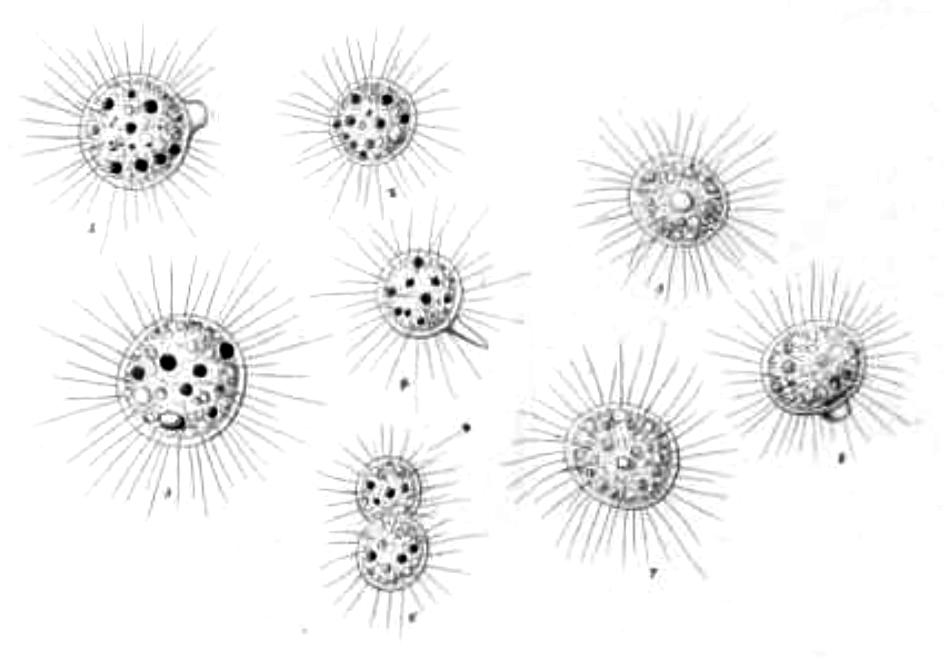
A. sol, Illustration von 1830